# 8:2-Fluortelomercarbonsäure
Die 8:2-Fluortelomercarbonsäure (2H,2H-Perfluordecansäure) ist eine chemische Verbindung aus der Gruppe der Fluortelomercarbonsäuren und damit der per- und polyfluorierten Alkylverbindungen (PFAS).

## Gewinnung und Darstellung
Die 8:2-Fluortelomercarbonsäure kann ausgehend von einer Reaktion von 8:2-Fluortelomeralkohol in Eisessig mit Chrom(VI)-oxid gewonnen werden.

## Eigenschaften
Die 8:2-Fluortelomercarbonsäure ist ein hygroskopischer, weißer Feststoff, der schwer löslich in Aceton, Chloroform und Methanol ist.

## Verwendung
Die 8:2-Fluortelomercarbonsäure ist ein Zwischenprodukt bei der Synthese von Tetrabutylphosphonium-2H,2H-perfluordecanoat, das zur Bildung einer Barriere und eines selbstheilenden Überzugs auf Zinkmetallwerkstoffen verwendet wird bzw. wurde.

## Regulierung
Da die 8:2-Fluortelomercarbonsäure eine Perfluorheptylgruppe enthält und damit die Definition eines PFOA-Vorläufers laut Stockholmer Übereinkommen sowie EU-POP-Verordnung erfüllt, unterliegt der Stoff einem weitreichenden Verbot.